# Leucheria
Leucheria é um género botânico pertencente à família Asteraceae.